# 沖縄市野球場
沖縄市野球場（おきなわし・やきゅうじょう）は、沖縄県沖縄市のコザ運動公園（沖縄市総合運動場）内にある野球場。施設は沖縄市が所有し、沖縄市体育協会が運営管理を行っている。
施設命名権により、2014年2月から「コザしんきんスタジアム」の愛称を用いている（後述）。

## 歴史
毎年2月にプロ野球の広島東洋カープが春季キャンプ（一軍のみ）を実施している。2006年の春季キャンプの時期に合わせて、外野のフェンスが少しだけ高くなった（フェンスの上に金網が設置された）。 しかし、老朽化のため球場を改修する事が決まり、2012年の広島春季キャンプ終了後から2014年2月まで、総工費32億円をかけて全面改修工事が行われた。このため、2013年の広島春季キャンプは日南市のみで行われた。改修後の2014年以降は当球場でのオープン戦開催が可能となったことに加え、沖縄でキャンプを行っている球団が多く、対外試合が組みやすいという理由から順番を入れ替え、一次キャンプを日南で、二次キャンプを当球場で実施している。
改修前は宜野座でキャンプを行っている阪神同様、広島も当球場では三塁側ダッグアウトを使用していたが、改修後は一塁側ダッグアウトを使用することになった。
2014年2月22日には、1996年3月3日のオリックス・ブルーウェーブ対日本ハムファイターズ以来、18年ぶりのオープン戦開催となる広島東洋カープ対阪神タイガースが開催された(広島主催試合は初)。2015年以降の3年間は練習試合の開催のみにとどまっていたが、2018年2月24日の広島東洋カープ対東北楽天ゴールデンイーグルスで4年ぶりにオープン戦を開催した。
2022年からは野球のトライアウトリーグ「ジャパンウィンターリーグ」の会場としても使用されている。

## 命名権
2013年12月、当球場から徒歩10分ほどの場所に本店を置くコザ信用金庫が命名権を獲得し、2014年2月1日から5年間の契約（年額650万円）で、「コザしんきんスタジアム」の愛称を使用する。その後、2029年3月31日まで命名権契約を更新している。

## 施設概要

### 改修前
- 両翼：96m、中堅：118m
- 内野：土、外野：天然芝
- スコアボード：パネル式
- 照明設備：なし
- 収容人員：15,000人（ネット裏、内野スタンド：5,500人，立見席：1,500人，外野スタンド：8,000人）
  - ネット裏及び一・三塁側：石段席、外野、芝生

### 改修後
- グラウンド面積：12,176m²
- 両翼：100m、中堅：122m
- 内野：土、外野：天然芝
- スコアボード：LED式フルカラー電光掲示板（大型映像モニター装置兼用）
- 照明設備：ナイター照明6基完備
- 収容人員：15,000人
  - ネット裏（アーチ式の屋根あり）：個別座席、一・三塁側：個別座席、外野：芝生

## 交通
- 那覇空港から琉球バス交通「（113番・具志川空港線）沖縄自動車道経由 具志川バスターミナル」行で「佐久本商店前」下車後徒歩約3分
- 那覇空港から各社「（111番・高速バス）名護バスターミナル」行で「沖縄南インターチェンジ」下車後徒歩約10分
- 那覇バスターミナルから、23番77番 など 園田バス停下車徒歩約15分
- 沖縄自動車道・沖縄南インターチェンジからすぐ

## 周辺施設
- 沖縄市陸上競技場
- 沖縄市サッカー場
- 沖縄市体育館